# 布特拉邮报
《布特拉邮报》（英語：Putra Post）是由马来西亚前首相马哈迪·莫哈末支持者俱乐部“M世代”于2006年9月出版的刊物。该刊物出版时马哈迪正因公开批评时任首相阿都拉·巴达威而遭部分主流媒体封杀。其创刊号的头条新闻标题为“让马哈迪发言”（Biar Mahathir bersuara）。《布特拉邮报》在半岛各主要城镇分发，并受到了热烈回应。
2007年4月28日，《布特拉邮报》总编辑证实由于该刊物遭报警指在依约选区违法广泛派发，警方搜查了其位于吉隆坡安邦的办公室。